# Władysław Pihan
Władysław Pihan (ur. 25 października 1925 w Zborowie, zm. 11 lutego 2011 w Szczecinie) – polski agronom, działacz ludowy, polityk komunistyczny, poseł na Sejm PRL VII kadencji.

## Życiorys
Syn Józefa i Kseni. Działacz Związku Młodzieży Wiejskiej RP „Wici” i Związku Młodzieży Polskiej. Skończył jednoroczną szkołę rolniczą (później także zaoczne Państwowe Technikum Rolnicze) i został młodszym agronomem, a później głównym agronomem w państwowym gospodarstwie rolnym w Płotnie. W latach 1953–1958 dyrektor Zespołu PGR Żabów. W 1976 uzyskał mandat posła na Sejm PRL VII kadencji. Reprezentował Polską Zjednoczoną Partię Robotniczą w okręgu Stargard Szczeciński. Zasiadał w Komisjach: Obrony Narodowej oraz Rolnictwa i Przemysłu Spożywczego. Delegat na IV i V Zjazd PZPR (członek partii od 1950, zasiadał w jej Komitecie Wojewódzkim w Szczecinie, w egzekutywie Komitetu Powiatowego w Pyrzycach oraz egzekutywach Komitetów Miejsko-Gminnych w Pyrzycach i Gryfinie).
W 2006 otrzymał statuetkę 60-lecia Polskości na Ziemi Pyrzyckiej za wieloletni wkład w rozwój i działalność lokalnej Ochotniczej Straży Pożarnej.
Pochowany na Cmentarzu Komunalnym w Pyrzycach.